# 上本郷 (松戸市)
上本郷（かみほんごう）は、千葉県松戸市の地名。郵便番号は271-0064。

## 地理
松戸市の中西部に位置する。JR常磐線と並行に流れる新坂川を境に西側は工場（北松戸工業団地）など、東側は住宅街などが広がる。
北側は新作、北松戸、東側は中和倉、千駄堀、南側は南花島、南花島中町、南花島向町、西側は栄町と接している。
河川
- 新坂川

## 歴史
現在の上本郷を含む付近一帯を表す風早郷の名称は鎌倉時代の香取神宮造営記録に登場するが、その中心地という意味で本郷といわれていた。ところが同じ葛飾郡内（現在の船橋市内）に栗原の本郷という地名があり、区別するために江戸初期の検地の際にこれを上・下に分け、上本郷・下本郷とした。下本郷はその後栗原本郷と呼称するようになるが、上本郷はそのまま残った。

## 世帯数と人口
2019年（令和元年）12月31日現在の世帯数と人口は以下の通りである。
| 大字   | 世帯数    | 人口     |
| ------ | --------- | -------- |
| 上本郷 | 8,846世帯 | 17,379人 |

## 小・中学校の学区
市立小・中学校に通う場合、学区は以下の通りとなる。（詳しい番地については小中学校通学区域を参照のこと）
| 大字   | 番地                                      | 小学校                   | 中学校               |
| ------ | ----------------------------------------- | ------------------------ | -------------------- |
| 上本郷 | 略                                        | 松戸市立北部小学校       |                      |
| 上本郷 | 略                                        | 松戸市立上本郷小学校     |                      |
| 上本郷 | 2,964番地～2,984番地                      | 松戸市立松ケ丘小学校     |                      |
| 上本郷 | 略                                        | 松戸市立古ケ崎小学校     |                      |
| 上本郷 | 4,060番地～4,436番地 4,671番地～4,676番地 | 松戸市立寒風台小学校     |                      |
| 上本郷 | 略                                        | 松戸市立上本郷第二小学校 |                      |
| 上本郷 | 略                                        |                          | 松戸市立第六中学校   |
| 上本郷 | 一部                                      |                          | 松戸市立古ケ崎中学校 |

## 交通

### 鉄道
- 東日本旅客鉄道（JR東日本）常磐緩行線 北松戸駅
- 京成電鉄松戸線 上本郷駅

### バス
- 京成バス千葉ウエスト松戸東営業所
  - 3系統:松戸駅東口 - 市役所入口 - 上本郷一丁目 - 上本郷二丁目[注 1] - 北松戸駅
  - 3、3A系統:北松戸駅 - 明治神社 - 上本郷郵便局 - 看護専門学校前 - 運動公園 - 県立松戸高校 - 総合医療センター
  - 3B系統:北松戸駅 - 明治神社 - 上本郷郵便局 - 看護専門学校前 - 運動公園 - 総合医療センター[注 2]
- 京成バス松戸営業所
  - 松81系統:松戸駅 - 松戸営業所（京成バス）- 工業団地入口 - 栄町二丁目 - 栄町三丁目 - 北松戸駅入口 - 日大歯科病院

### 道路

#### 国道
- 松戸バイパス

#### 一般県道
- 千葉県道261号松戸柏線

## 施設

### 金融機関
- 松戸上本郷郵便局

### 教育
- 松戸市立図書館明分館
- 専修大学松戸中学校・高等学校
- 松戸市立上本郷小学校
- 松戸市立上本郷第二小学校
- 専修大学松戸幼稚園
- 社会福祉法人みのり会 上本郷保育園
- 松戸市立病院附属看護専門学校

### 公園等
- 松戸運動公園
- 松戸運動公園体育館

### 宗教
- 風早神社
- 本覚寺
- 本福寺

### 城跡
- 上本郷城跡[7]

### 事業所
- とうかつ中央農業協同組合

北松戸工業団地
※所在地が上本郷のもののみ
- イワブチ
- アルプス物流松戸営業所
- トラスコ中山松戸支店
- 合同酒精東京工場
- ライフ松戸総合物流センター
- キングジム松戸事業所（松戸工場）
- エス・ピー・ディー明治松戸工場
- 戸田建設機材部松戸工作所
- 日本リーテック鉄道本部中央支店
- スズデンFAユーボン営業所、アフターメンテナンス課[9]
- 山崎製パン松戸第2工場
- キユーソー流通システム松戸営業所
- プレシジョン・システム・サイエンス
- 山信商事（2019年吸収合併される）

### その他
- 松戸競輪場
- 新京成鉄道模型館（2012年閉館）